# Llista de Béns Culturals d'Interès Nacional del Priorat
Llista de Béns Culturals d'Interès Nacional del Priorat inscrits en el Registre de Béns Culturals d'Interès Nacional (BCIN) del Departament de Cultura de la Generalitat de Catalunya per a la comarca del Priorat. Inclou els béns immobles més rellevants del patrimoni cultural que tenen la categoria de protecció de major rang com a unitat singular, conjunt, espai o zona amb valors culturals, històrics o tècnics.
L'any 2017, el Priorat comptava amb 54 béns culturals d'interès nacional classificats en 18 monuments històrics, 1 conjunt històric i 35 zones arqueològiques. A continuació es mostren les últimes dades disponibles ordenades per municipis.

## Patrimoni arquitectònic
| Monument                                                 | Protecció      | Estil/època                                                      | Localització                                                 | Coordenades                                          | Codi?         | Imatge |
| -------------------------------------------------------- | -------------- | ---------------------------------------------------------------- | ------------------------------------------------------------ | ---------------------------------------------------- | ------------- | --- |
| Castell de Cabacés, Monestir de Santa Maria de Vallclara | BCIN 798-MH    | Romànic XIII                                                     | Cabacés Escoles públiques, c. Major - c. Beat Joan d'Organyà | 41° 14′ 48″ N, 0° 43′ 56″ E / 41.246779°N,0.732120°E | RI-51-0006599 | Castell de Cabacés · Vegeu més fotos d'aquest monument · Carregueu una nova foto d'aquest monument                               |
| Castell de Siurana                                       | BCIN 712-MH    | Romànic XII                                                      | Cornudella de Montsant                                       | 41° 15′ 30″ N, 0° 56′ 08″ E / 41.25835°N,0.93547°E   | IPA-797       | Castell de Siurana (Cornudella de Montsant) · Vegeu més fotos d'aquest monument · Carregueu una nova foto d'aquest monument      |
| Església de Santa Maria                                  | BCIN 1905-MH   | Renaixement XVI                                                  | Cornudella de Montsant Pl. de l'Església                     | 41° 15′ 53″ N, 0° 54′ 20″ E / 41.26483°N,0.90543°E   | IPA-5152      | Església de Santa Maria (Cornudella de Montsant) · Vegeu més fotos d'aquest monument · Carregueu una nova foto d'aquest monument |
| Siurana, o Siurana de Prades, Ciurana                    | BCIN 1927-CH   | Romànic, obra popular XII                                        | Cornudella de Montsant                                       | 41° 15′ 29″ N, 0° 55′ 57″ E / 41.25801°N,0.93258°E   | RI-54-0000013 | Siurana (Cornudella de Montsant) · Vegeu més fotos d'aquest monument · Carregueu una nova foto d'aquest monument                 |
| Celler Cooperatiu                                        | BCIN 1940-MH   | Modernisme Cèsar Martinell XX (1919)                             | Cornudella de Montsant C. Comte de Rius, 2                   | 41° 15′ 49″ N, 0° 54′ 17″ E / 41.263615°N,0.904672°E | RI-51-0010772 | Celler Cooperatiu (Cornudella de Montsant) · Vegeu més fotos d'aquest monument · Carregueu una nova foto d'aquest monument       |
| Castell de Falset                                        | BCIN 839-MH    | XIII-XIX                                                         | Falset C. Bonaventura Pascó                                  | 41° 08′ 43″ N, 0° 48′ 59″ E / 41.145248°N,0.816374°E | RI-51-0006624 | Castell de Falset · Vegeu més fotos d'aquest monument · Carregueu una nova foto d'aquest monument                                |
| Muralla de Falset, Portal dels Ferrers, Portal del Bou   | BCIN 840-MH    | Medieval, XV-XVI                                                 | Falset                                                       | 41° 08′ 46″ N, 0° 49′ 04″ E / 41.146026°N,0.817867°E | RI-51-0006625 | Muralla de Falset · Vegeu més fotos d'aquest monument · Carregueu una nova foto d'aquest monument                                |
| Celler Cooperatiu                                        | BCIN 1943-MH   | Modernisme Cèsar Martinell XX (1919)                             | Falset Av. de la Generalitat, 21                             | 41° 08′ 33″ N, 0° 49′ 05″ E / 41.14261°N,0.818013°E  | RI-51-0010773 | Celler Cooperatiu (Falset) · Vegeu més fotos d'aquest monument · Carregueu una nova foto d'aquest monument                       |
| Muralla de la Figuera                                    | BCIN 844-MH    | Medieval                                                         | La Figuera C. de la Muralla                                  | 41° 13′ 00″ N, 0° 43′ 53″ E / 41.216774°N,0.731426°E | RI-51-0006626 | Carregueu una nova foto d'aquest monument                                                                                        |
| Castell de Marçà                                         | BCIN 1022-MH   | Medieval                                                         | Marçà Turó de la Miloquera                                   | 41° 07′ 26″ N, 0° 48′ 08″ E / 41.123877°N,0.802320°E | RI-51-0006640 | Carregueu una nova foto d'aquest monument                                                                                        |
| Cartoixa d'Escaladei                                     | BCIN 162-MH-EN | Romànic, gòtic, barroc, neoclassicisme XIII, XIV, XV, XVII-XVIII | La Morera de Montsant Camí de la Cartoixa                    | 41° 15′ 25″ N, 0° 48′ 37″ E / 41.256899°N,0.810147°E | RI-51-0004434 | Cartoixa d'Escaladei (la Morera de Montsant) · Vegeu més fotos d'aquest monument · Carregueu una nova foto d'aquest monument     |
| Castell de la Morera                                     | BCIN 1105-MH   | XIII                                                             | La Morera de Montsant C. de l'Obac                           | 41° 15′ 52″ N, 0° 50′ 28″ E / 41.264460°N,0.841109°E | RI-51-0006656 | Castell de la Morera (la Morera de Montsant) · Modifica el valor a Wikidata · Carregueu una nova foto d'aquest monument          |
| Antiga Casa de la Procura, o Casa de la Comanda          | BCIN 1106-MH   | Historicisme XVII-XVIII, XIX                                     | La Morera de Montsant Pl. del Priorat, 1                     | 41° 14′ 53″ N, 0° 48′ 39″ E / 41.247943°N,0.810923°E | IPA-1223      | Carregueu una nova foto d'aquest monument                                                                                        |
| Muralla de Poboleda                                      | BCIN 1281-MH   | Obra popular                                                     | Poboleda Sense restes                                        | 41° 14′ 04″ N, 0° 50′ 47″ E / 41.234406°N,0.846376°E | RI-51-0006681 | Carregueu una nova foto d'aquest monument                                                                                        |
| Castell de Porrera                                       | BCIN 1302-MH   |                                                                  | Porrera Part alta de la vila (desaparegut)                   | 41° 11′ 23″ N, 0° 51′ 20″ E / 41.189809°N,0.855531°E | RI-51-0006683 | Carregueu una nova foto d'aquest monument                                                                                        |
| La Torre                                                 | BCIN 1640-MH   | Medieval                                                         | La Torre de Fontaubella C. Major                             | 41° 07′ 28″ N, 0° 51′ 52″ E / 41.124573°N,0.864450°E | RI-51-0006742 | La Torre (la Torre de Fontaubella) · Vegeu més fotos d'aquest monument · Carregueu una nova foto d'aquest monument               |
| Restes de la Torre-roja                                  | BCIN 1669-MH   | XI-XII                                                           | Torroja del Priorat C. Major, 24                             | 41° 12′ 50″ N, 0° 48′ 37″ E / 41.213861°N,0.810282°E | RI-51-0006746 | Restes de la Torre-roja (Torroja del Priorat) · Vegeu més fotos d'aquest monument · Carregueu una nova foto d'aquest monument    |
| Església de Sant Jaume                                   | BCIN 413-MH    | Renaixement XVI                                                  | Ulldemolins Pl. de l'Església, 8                             | 41° 19′ 20″ N, 0° 52′ 34″ E / 41.322288°N,0.876239°E | IPA-479       | Església de Sant Jaume (Ulldemolins) · Vegeu més fotos d'aquest monument · Carregueu una nova foto d'aquest monument             |
| Castell d'Ulldemolins                                    | BCIN 1671-MH   | Romànic XII                                                      | Ulldemolins Pla de l'Església (sense restes)                 | 41° 19′ 21″ N, 0° 52′ 34″ E / 41.322537°N,0.876202°E | RI-51-0006767 | Carregueu una nova foto d'aquest monument                                                                                        |

## Patrimoni arqueològic
Un jaciment de Cornudella està inscrit com a Patrimoni de la Humanitat formant part de l'art rupestre de l'arc mediterrani de la península Ibèrica.
| Monument                                                                                               | Protecció       | Estil/època                                                                                        | Localització                                                                | Coordenades                                          | Codi?         | Imatge                                    |
| --- | --------------- | -------------------------------------------------------------------------------------------------- | --------------------------------------------------------------------------- | ---------------------------------------------------- | ------------- | ----------------------------------------- |
| Abric del barranc de Cavaloca I                                                                        | BCIN 4102-ZA    | Abrics i similars amb representació gràfica, pintura. Bronze (-1800/-650)                          | Cabacés Barranc de la Cavaloca, serra del Montsant                          | 41° 13′ 49″ N, 0° 44′ 28″ E / 41.230414°N,0.741247°E | IPAPC-19429   | Carregueu una nova foto d'aquest monument |
| Abric del barranc de Cavaloca II                                                                       | BCIN 4103-ZA    | Abrics i similars amb representació gràfica, pintura. Bronze (-1800/-650)                          | Cabacés Barranc de la Cavaloca, serra del Montsant                          | 41° 14′ 08″ N, 0° 44′ 51″ E / 41.235664°N,0.747456°E | IPAPC-19430   | Carregueu una nova foto d'aquest monument |
| Abric del barranc dels Bassots                                                                         | BCIN 4101-ZA    | Abrics i similars amb representació gràfica, pintura. Des de Neolític a Bronze (-5500/-650)        | Cabacés Barranc dels Bassots, serra del Montsant                            | 41° 13′ 53″ N, 0° 45′ 14″ E / 41.231308°N,0.753809°E | IPAPC-18752   | Carregueu una nova foto d'aquest monument |
| Barranc de la Vall I, abric de la Vall I                                                               | BCIN 4212-ZA    | Abrics i similars amb representació gràfica, pintura. Neolític (-5500/-2200)                       | Capçanes                                                                    |                                                      | IPAPC-19431   | Carregueu una nova foto d'aquest monument |
| Barranc de la Vall II, abric de la Vall II                                                             | BCIN 4213-ZA    | Abrics i similars amb representació gràfica, pintura. Neolític (-5500/-2200)                       | Capçanes                                                                    |                                                      | IPAPC-19432   | Carregueu una nova foto d'aquest monument |
| Barranc de la Vall III, abric de la Vall III                                                           | BCIN 4214-ZA    | Abrics i similars amb representació gràfica, pintura. Neolític (-5500/-2200)                       | Capçanes                                                                    |                                                      | IPAPC-19433   | Carregueu una nova foto d'aquest monument |
| Barranc de la Vall IV, abric de la Vall IV, paret de la Vall IV                                        | BCIN 4215-ZA    | Abrics i similars amb representació gràfica, pintura. Neolític (-5500/-2200)                       | Capçanes                                                                    |                                                      | IPAPC-19434   | Carregueu una nova foto d'aquest monument |
| Barranc de la Vall V                                                                                   | BCIN 4216-ZA    | Abrics i similars amb representació gràfica, pintura. Neolític (-5500/-2200)                       | Capçanes                                                                    |                                                      | IPAPC-19435   | Carregueu una nova foto d'aquest monument |
| Barranc de la Vall VI                                                                                  | BCIN 4217-ZA    | Lloc amb representació gràfica sobre pedra, pintura. Neolític (-5500/-2200)                        | Capçanes                                                                    |                                                      | IPAPC-20578   | Carregueu una nova foto d'aquest monument |
| Barranc de la Parellada I                                                                              | BCIN 4218-ZA    | Abrics i similars amb representació gràfica, pintura. Neolític (-5500/-2200)                       | Capçanes                                                                    |                                                      | IPAPC-19436   | Carregueu una nova foto d'aquest monument |
| Barranc de la Parellada II                                                                             | BCIN 4219-ZA    | Abrics i similars amb representació gràfica, pintura. Bronze (-1800/-650)                          | Capçanes                                                                    |                                                      | IPAPC-19437   | Carregueu una nova foto d'aquest monument |
| Barranc de la Parellada III                                                                            | BCIN 4220-ZA    | Abrics i similars amb representació gràfica, pintura. Paleolític a Neolític (-3000000/-2200)       | Capçanes                                                                    |                                                      | IPAPC-19438   | Carregueu una nova foto d'aquest monument |
| Barranc de la Parellada IV, abric de la Parellada IV                                                   | BCIN 4221-ZA    | Abrics i similars amb representació gràfica, pintura. Paleolític a Bronze (-3000000/-650)          | Capçanes                                                                    |                                                      | IPAPC-20604   | Carregueu una nova foto d'aquest monument |
| Barranc de la Parellada V de l'Aiet                                                                    | BCIN 4427-ZA    | Abrics i similars amb representació gràfica, pintura. Epipaleolític a Neolític (-9000/-2200)       | Capçanes                                                                    |                                                      | IPAPC-22136   | Carregueu una nova foto d'aquest monument |
| Barranc de la Parellada VI de l'Aiet                                                                   | BCIN 4428-ZA    | Abrics i similars amb representació gràfica, pintura. Neolític (-5500/-2200)                       | Capçanes                                                                    |                                                      | IPAPC-22139   | Carregueu una nova foto d'aquest monument |
| Barranc de les Taules I                                                                                | BCIN 4429-ZA    | Abrics i similars amb representació gràfica, pintura. Epipaleolític a Neolític antic (-9000/-3500) | Capçanes                                                                    |                                                      | IPAPC-22140   | Carregueu una nova foto d'aquest monument |
| Els Arcs I                                                                                             | BCIN 4431-ZA    | Abrics i similars amb representació gràfica, pintura. Epipaleolític a Neolític (-9000/-2200)       | Capçanes                                                                    |                                                      | IPAPC-22146   | Carregueu una nova foto d'aquest monument |
| Els Arcs III                                                                                           | BCIN 4432-ZA    | Abrics i similars amb representació gràfica, pintura. Epipaleolític a Neolític (-9000/-2200)       | Capçanes                                                                    |                                                      | IPAPC-22147   | Carregueu una nova foto d'aquest monument |
| Els Arcs IV                                                                                            | BCIN 4433-ZA    | Abrics i similars amb representació gràfica, pintura. Epipaleolític a Neolític (-9000/-2200)       | Capçanes                                                                    |                                                      | IPAPC-22148   | Carregueu una nova foto d'aquest monument |
| Estret de les Taules                                                                                   | BCIN 4435-ZA    | Abrics i similars amb representació gràfica, pintura. Epipaleolític a Neolític antic (-9000/-3500) | Capçanes                                                                    |                                                      | IPAPC-22145   | Carregueu una nova foto d'aquest monument |
| Punta de l'Estret de les Taules                                                                        | BCIN 4438-ZA    | Abrics i similars amb representació gràfica, pintura. Bronze (-1800/-550)                          | Capçanes                                                                    |                                                      | IPAPC-22143   | Carregueu una nova foto d'aquest monument |
| Els Arcs II, la Cova                                                                                   | BCIN 4433-ZA    | Cova artificial amb representació gràfica, pintura.                                                | Capçanes                                                                    |                                                      | IPAPC-4439    | Carregueu una nova foto d'aquest monument |
| Abric de Gallicant                                                                                     | PH BCIN 2018-ZA | Cova natural amb representació gràfica, pintura.                                                   | Cornudella de Montsant Gallicant, cinglera del Siurana, serra de la Mussara | 41° 15′ 31″ N, 0° 57′ 19″ E / 41.258692°N,0.955187°E | RI-55-0000330 | Carregueu una nova foto d'aquest monument |
| Abric I del Grau dels Masets                                                                           | BCIN 4222-ZA    | Abrics i similars amb representació gràfica, pintura. Neolític fins a Bronze (-5500/-650)          | Cornudella de Montsant                                                      |                                                      | IPAPC-19397   | Carregueu una nova foto d'aquest monument |
| Abric II del Grau dels Masets                                                                          | BCIN 4223-ZA    | Abrics i similars amb representació gràfica, pintura. Neolític fins a Bronze (-5500/-650)          | Cornudella de Montsant                                                      |                                                      | IPAPC-19402   | Carregueu una nova foto d'aquest monument |
| Abric III del Grau dels Masets                                                                         | BCIN 4224-ZA    | Abrics i similars amb representació gràfica, pintura. Bronze (-1800/-650)                          | Cornudella de Montsant                                                      |                                                      | IPAPC-19404   | Carregueu una nova foto d'aquest monument |
| Abric del Grau del Tallat                                                                              | BCIN 4225-ZA    | Abrics i similars amb representació gràfica, pintura. Epipaleolític a Ferro-Ibèric (-9000/-50)     | Cornudella de Montsant                                                      |                                                      | IPAPC-19408   | Carregueu una nova foto d'aquest monument |
| Abric del Coll de la Vaca                                                                              | BCIN 4226-ZA    | Abrics i similars amb representació gràfica, pintura. Bronze a Ferro-Ibèric (-1800/-50)            | Cornudella de Montsant                                                      |                                                      | IPAPC-19409   | Carregueu una nova foto d'aquest monument |
| Abric de les Covetes                                                                                   | BCIN 4227-ZA    | Abrics i similars amb representació gràfica, pintura. Epipaleolític a Bronze (-9000/-650)          | Cornudella de Montsant                                                      |                                                      | IPAPC-19411   | Carregueu una nova foto d'aquest monument |
| Abric de les Covetes II                                                                                | BCIN 4228-ZA    | Abrics i similars amb representació gràfica, pintura. Epipaleolític a Bronze (-9000/-650)          | Cornudella de Montsant                                                      |                                                      | IPAPC-20943   | Carregueu una nova foto d'aquest monument |
| Abric I del barranc de Fontscaldes                                                                     | BCIN 4229-ZA    | Abrics i similars amb representació gràfica, pintura. Epipaleolític a Bronze (-9000/-650)          | Cornudella de Montsant                                                      |                                                      | IPAPC-19412   | Carregueu una nova foto d'aquest monument |
| Abric II del barranc de Fontscaldes                                                                    | BCIN 4230-ZA    | Abrics i similars amb representació gràfica, pintura. Epipaleolític a Bronze (-9000/-650)          | Cornudella de Montsant                                                      |                                                      | IPAPC-19413   | Carregueu una nova foto d'aquest monument |
| Abric III del barranc de Fontscaldes                                                                   | BCIN 4231-ZA    | Abrics i similars amb representació gràfica, pintura. Epipaleolític a Bronze (-9000/-650)          | Cornudella de Montsant                                                      |                                                      | IPAPC-19414   | Carregueu una nova foto d'aquest monument |
| Abric IV del barranc de Fontscaldes                                                                    | BCIN 4232-ZA    | Abrics i similars amb representació gràfica, pintura. Epipaleolític a Bronze (-9000/-650)          | Cornudella de Montsant                                                      |                                                      | IPAPC-19414   | Carregueu una nova foto d'aquest monument |
| Abric V del barranc de Fontscaldes                                                                     | BCIN 4233-ZA    | Abrics i similars amb representació gràfica, pintura. Epipaleolític a Bronze (-9000/-650)          | Cornudella de Montsant                                                      |                                                      | IPAPC-19417   | Carregueu una nova foto d'aquest monument |
| Abric de la Trona                                                                                      | BCIN 4234-ZA    | Abrics i similars amb representació gràfica, pintura. Bronze a Ferro-Ibèric (-1800/-50)            | Cornudella de Montsant                                                      |                                                      | IPAPC-19418   | Carregueu una nova foto d'aquest monument |
| Abric del Mas de la Noguera                                                                            | BCIN 4235-ZA    | Abrics i similars amb representació gràfica, pintura. Neolític a Ferro-Ibèric (-5500/-50)          | Cornudella de Montsant                                                      |                                                      | IPAPC-19419   | Carregueu una nova foto d'aquest monument |
| Abric del Grau de l'Esteve                                                                             | BCIN 4236-ZA    | Abrics i similars amb representació gràfica, pintura. Bronze Final a Ferro-Ibèric (-1200/-50)      | Cornudella de Montsant                                                      |                                                      | IPAPC-19421   | Carregueu una nova foto d'aquest monument |
| Balma de l'Esquirola I, balma del Molí de l'Esquirola, barranc de Prades, de la Gatella o del Carcaix  | BCIN 4237-ZA    | Abrics i similars amb representació gràfica, pintura. Neolític a Bronze (-5500/-650)               | Cornudella de Montsant                                                      |                                                      | IPAPC-19423   | Carregueu una nova foto d'aquest monument |
| Balma de l'Esquirola II, balma del Molí de l'Esquirola, barranc de Prades, de la Gatella o del Carcaix | BCIN 4238-ZA    | Abrics i similars amb representació gràfica, pintura. Neolític a Bronze (-5500/-650)               | Cornudella de Montsant                                                      |                                                      | IPAPC-19426   | Carregueu una nova foto d'aquest monument |
| Cova de la Taverna                                                                                     | BCIN 4033-ZA    | Cova natural amb representació gràfica, gravat. Paleolític Superior (-33000/-9000)                 | Margalef Barranc de la Taverna                                              | 41° 17′ 43″ N, 0° 47′ 24″ E / 41.295206°N,0.790055°E | IPAPC-2405    | Carregueu una nova foto d'aquest monument |
| Abric del barranc de l'Àguila I, o Escaladei I                                                         | BCIN 4901-ZA    | Abrics i similars amb representació gràfica, pintura. Neolític (-5500/-2200)                       | La Morera de Montsant Sota el Pla de l'Àngel, barranc de l'Àliga            | 41° 15′ 07″ N, 0° 47′ 11″ E / 41.251942°N,0.786283°E | IPAPC-19439   | Carregueu una nova foto d'aquest monument |
| Abric del barranc de l'Àguila II, o Escaladei II                                                       | BCIN 4110-ZA    | Abrics i similars amb representació gràfica, pintura. Neolític (-5500/-2200)                       | La Morera de Montsant Barranc del Poüents                                   | 41° 15′ 18″ N, 0° 46′ 57″ E / 41.255072°N,0.782465°E | IPAPC-19440   | Carregueu una nova foto d'aquest monument |
| Abric del barranc de l'Àguila III, o Escaladei III                                                     | BCIN 4111-ZA    | Abrics i similars amb representació gràfica, pintura. Neolític (-5500/-2200)                       | La Morera de Montsant Barranc de Santa Llúcia                               | 41° 15′ 02″ N, 0° 46′ 32″ E / 41.250562°N,0.775572°E | IPAPC-19441   | Carregueu una nova foto d'aquest monument |

A més, alguns monuments històrics estan inclosos també en l'Inventari del Patrimoni Arqueològic i Paleontològic de Catalunya (IPAPC) per tenir protegit igualment el seu subsol o l'entorn.